# فرودگاه لیتل گرندز رپیدز
فرودگاه لیتل گرندز رپیدز (به انگلیسی: Little Grand Rapids Airport) یک فرودگاه همگانی باربری با کد یاتا ZGR است که یک باند فرود صخره‌ای دارد و طول باند آن ۸۵۳ متر است. این فرودگاه در کشور کانادا قرار دارد و در ارتفاع ۳۰۷ متری از سطح دریا واقع شده است.